# Pruisische geheime politie
De Pruisische geheime politie ( Duits: Preußische Geheimpolizei ) was de geheime politie van Pruisen in de 19e en vroege 20e eeuw.

## Oprichting en ontwikkeling
De politiedienst was voortgekomen uit de nasleep van de revoluties van 1848. De drijvende kracht was Karl Ludwig Friedrich von Hinckeldey, het op 18 november 1848 door koning Frederik Willem IV benoemde hoofd van de Berlijnse politie. Na de benoeming van Hinckeldey in 1854 tot Generalpolizeidirektor was hij in feite een soort minister van politie die los kon opereren van het ministerie van Binnenlandse Zaken. De geheime politie hield politieke tegenstanders in de gaten en controleerde de pers. Tijdens de Kulturkampf concentreerde men zich op katholieke tegenstanders, vanaf 1878 op socialisten.
Met de beëindiging van de Eerste Wereldoorlog en het uitbreken van de Novemberrevolutie eind 1918, verdween de monarchie in Duitsland. Emil Eichhorn, het nieuwe hoofd van de Berlijnse politie, besloot om de geheime politiedienst - toen Abteilung V genoemd - op te heffen. Begin 1919 werd Eichhorn echter opgevolgd door Euchen Ernst die het belang van een politieke politiedienst inzag en deze dus weer opnieuw oprichtte.
Tijdens de Weimarrepubliek (1919-1933) speelde de dienst vooral een rol in het bestrijden van antidemocratische en antirepublikeinse tegenstanders. Het ging hierbij zowel om extreemlinkse als extreemrechtse personen en groeperingen. In de laatste jaren werd vooral ingezet op de strijd tegen de NSDAP.
Op 30 januari 1933 werd Adolf Hitler Rijkskanselier. Hij benoemde Hermann Göring eerst tot Rijkscommissaris van het Pruisische ministerie van Binnenlandse Zaken en in april tot Pruisisch minister-president. Göring maakte de geheime politiedienst los van het reguliere politie-apparaat en vormde het om tot het Geheime Staatspolizeiamt (Gestapa), een dienst die direct kwam te vallen onder zijn verantwoordelijkheid als minister van Binnenlandse Zaken. Eind 1933 werd de dienst (inmiddels Geheime Staatspolizei (Gestapo) genoemd) ondergebracht bij de minister-president - eveneens Göring.

## Samenwerking in de Duitse Bond
Pogingen om een politiedienst voor de leden van de Duitse Bond op te zetten, mislukten. In 1851 werd echter de Geheimer Polizieverein opgericht door de politiediensten van Oostenrijk, Pruisen, Saksen en Hannover, waarna ook andere bondsleden zich hierbij aansloten. Gedurende de volgende vijftien jaar wisselden de diensten gegevens uit over politieke tegenstanders, waarbij de pers aan banden werd gelegd en politieke partijen het vrijwel onmogelijk werd gemaakt te functioneren. Hinckeldey speelde in dit samenwerkingsverband een leidende rol.